# دودوارد
دودوارد (به هلندی: Dodewaard) یک منطقهٔ مسکونی در هلند است که در نیدر-بیتووه واقع شده‌است. دودوارد c نفر جمعیت دارد.